# Sartidia perrieri
Espèce
Sartidia perrieri est une espèce de plantes monocotylédones de la famille des Poaceae, sous-famille des Aristidoideae, endémique de Madagascar et considérée comme probablement éteinte à l'état sauvage. Cette espèce a été collectée en 1914 près d'Antsirabé à 1900 mètres d'altitude, dans un environnement de savane arborée, par Henri Perrier de La Bâthie. Elle n'a jamais été revue depuis. Son génome a été partiellement séquencé en 2014.

## Description
Sartidia perrieri est une plante herbacée vivace formant des touffes d'environ 50 cm de haut. La plante présente des limbes foliaires de 15 à 20 cm de long. L'inflorescence est une panicule dense, longue de 6 à 10 cm. Les épillets présentent des lemmes prolongées par des arêtes longues de 2 à 3,5 cm.
Ses grands épillets groupés la différencient nettement de l'unique autre espèce du genre Sartidia connue à Madagascar, Sartidia isaloensis

## Taxinomie
La première description de Sartidia perrieri est due au botaniste français Henri Perrier de La Bâthie qui collecta la plante en 1914 et dont le seul spécimen connu est conservé dans l'herbier du Muséum national d'histoire naturelle de Paris.
Aimée Antoinette Camus la décrivit en 1926 comme une nouvelle espèce du genre Aristida (publication dans le Bulletin de la société botanique de France, vol. 72, n° 3), et lui attribua l'épithète spécifique « perrieri » en hommage à Henri Perrier de La Bâthie. En 1967, Pierre Bourreil reclassa cette espèce dans le genre Sartidia.